# Porträt des Rainer Maria Rilke
Das Porträt des Rainer Maria Rilke ist ein Ölgemälde von Paula Modersohn-Becker von 1906. Es befindet sich in der Sammlung Ludwig Roselius in Bremen.

## Geschichte
Den Dichter Rainer Maria Rilke und die Malerin Paula Modersohn-Becker verband ab etwa 1901 eine enge Freundschaft. 1902 ließ er sie allerdings in seinem Buch Worpswede über die Künstlerkolonie unerwähnt, wie auch seine Frau Clara Westhoff.
1906 lebten beide in einer Pension in Paris und hatten engen Kontakt zueinander. In jener Zeit entstand dieses Porträt als Öltempera auf Pappe.
Danach kehrten beide wieder zu ihren Familien zurück. Paula Modersohn-Becker starb im folgenden Jahr bei der Geburt eines Kindes, was Rilke sehr traf. Er verarbeitete seine Trauer in dem Requiem für eine Freundin von 1908.
1922 äußerte sich Rilke in einem Brief ablehnend über die Porträts, die von ihm existierten, und nahm davon nur eine Büste von Fritz Huf von 1915 ausdrücklich aus.

„Kürzlich erst begann die ,Insel' [Verlag], (...)  das Zwintschersche Bild, wo es auftaucht (übrigens auch jedes andere, außer der Büste Fritz Hufs (...), die ich noch am ehesten, wo es durchaus sein muß, autorisiere), zu unterdrücken (...)“

Das bedeutet, dass er mit dem Porträt von Paula Modersohn-Becker, das heute das bekannteste über ihn ist, auch nicht sehr zufrieden war.
Das Porträt befindet sich in der Sammlung von Ludwig Roselius in Bremen und ist wahrscheinlich im dortigen Museum aufbewahrt.